# アルマ・コーガン

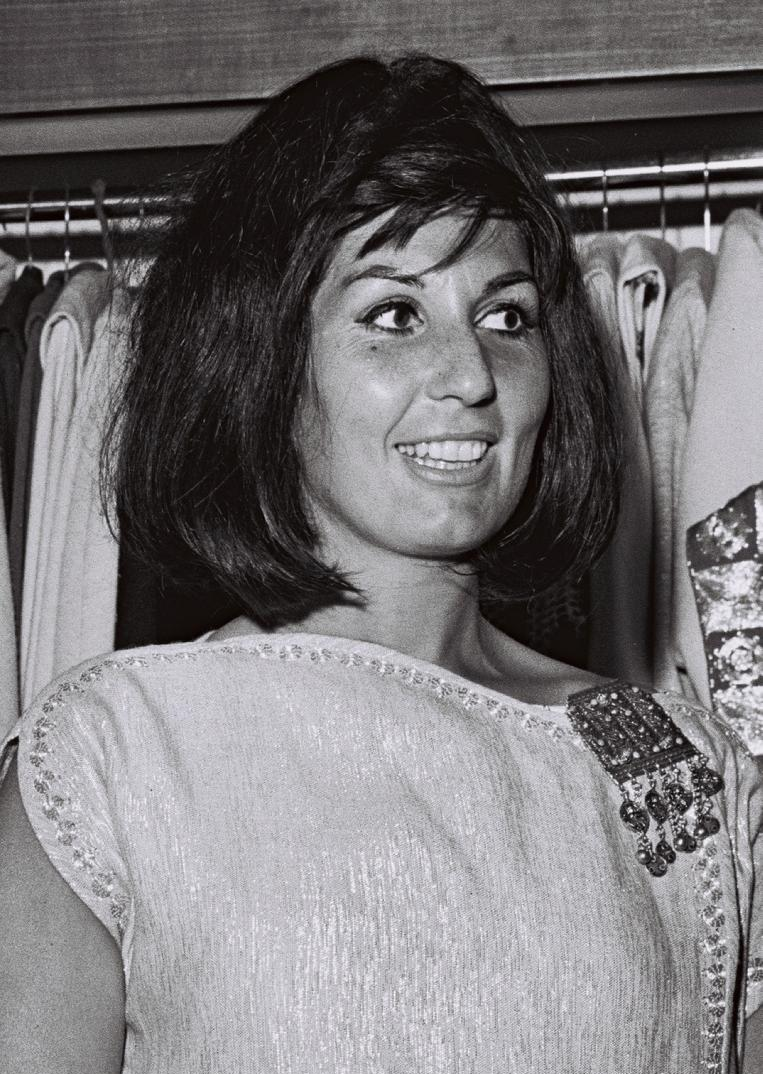
アルマ・コーガン（1963年）

アルマ・コーガン（Alma Cogan、1932年5月19日 - 1966年10月26日）は、イギリス出身の歌手である。
数々の楽曲が森山加代子、坂本九､かまやつひろしら日本の歌手にカバーされた。

## 人物・来歴
ロンドン生まれ。10歳の時にチャリティで歌ったのをきっかけに歌手を目指す。15歳の時に芸能界に入り、舞台を踏んだのちに1948年のサミー・カーンとジュール・スタインが書いたミュージカル『High Button Shows』 のオーディションに合格し、コーラス隊で参加した。この時にのちの大女優であるオードリー・ヘプバーンと知り合ったという。1957年にはアメリカに進出し『エド・サリバン・ショー』にも出演した。
日本では1960年代に入り「恋の汽車ポッポ」と「ポケット・トランジスター」で有名になった。(両曲とも森山加代子によってカバーされた)ちなみに1962年に来日を果たしている。
1966年10月26日、卵巣癌のため34歳で死去した。

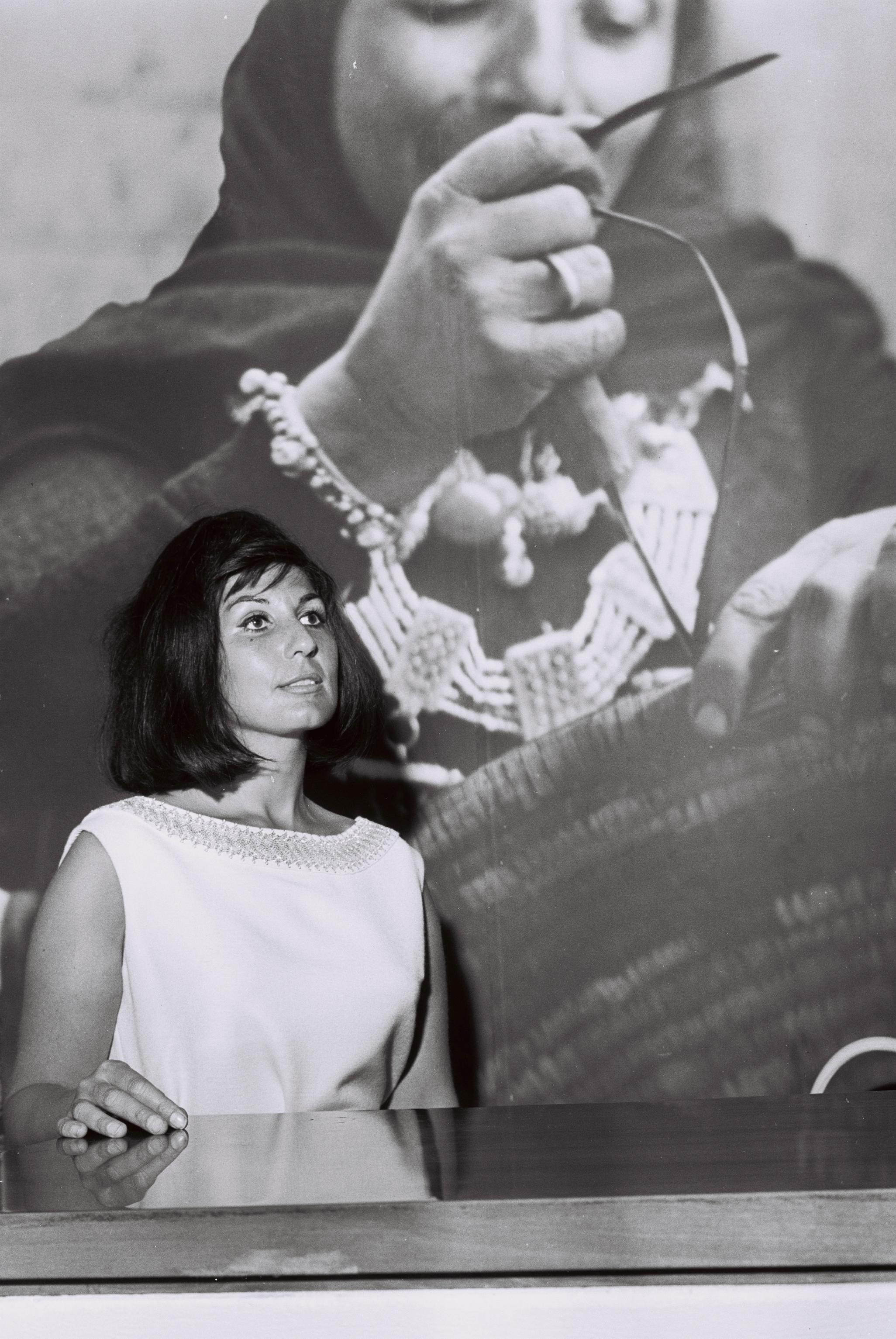
テルアビブのファッションハウスマスキットでイスラエルのドレスを着るアルマ

## 交友関係
上記にあるオードリー・ヘプバーン以外にも、ビートルズとも接点があったという。彼女自身ビートルズの曲もカヴァーしていることもあるが、レコーディングにはジョンとポールが数曲立ち会ったと言われている。
シンシア・レノンの証言によると、アルマ・コーガンとジョン・レノンは愛人関係にあったという。

## 代表曲
- ポケット・トランジスター
- 恋の汽車ポッポ
- グッバイ・ジョー　(坂本九の「九ちゃんのツンツン節」1963年のＢ面でカバーされた)
- 月夜にボサノヴァ
- 言わなきゃダメよ（英語版）
- 恋の気分に（英語版）